# Lista de deputados estaduais do Acre da 4.ª legislatura
Esta é a lista de deputados estaduais do Acre para a legislatura 1975–1979. Nas eleições, foram eleitos 9 deputados.

## Composição das bancadas
| Partido | Líder                | Bancada | Posição  |
| ------- | -------------------- | ------- | -------- |
| MDB     | Geraldo Fleming      | 5 / 9   | Governo  |
| ARENA   | Geraldo Pereira Maia | 4 / 9   | Oposição |

## Deputados Estaduais
Foram eleitos nove deputados estaduais para a Assembleia Legislativa do Acre.
| Número | Deputados estaduais eleitos    | Partido | Votação | Percentual | Cidade onde nasceu | Unidade federativa |
| 15017  | Geraldo Fleming                | MDB     | 3.003   | 6,43%      | Campanha           | Minas Gerais       |
| 15200  | Alberto Zaire                  | MDB     | 2.966   | 6,35%      | Plácido de Castro  | Acre               |
| 11111  | Wildy Viana                    | ARENA   | 2.932   | 6,27%      | Brasileia          | Acre               |
| 15500  | Edison Cadaxo                  | MDB     | 2.634   | 5,64%      | Boca do Acre       | Amazonas           |
| 15154  | Raimundo Herminio de Melo      | MDB     | 2.236   | 4,78%      | Rio Branco         | Acre               |
| 11888  | Carlos Meixeira Afonso         | ARENA   | 2.174   | 4,65%      | Tarauacá           | Acre               |
| 11611  | Geraldo Pereira Maia           | ARENA   | 1.979   | 4,23%      | Senador Guiomard   | Acre               |
| 15193  | Francisco Teixeira de Oliveira | MDB     | 1.821   | 3,90%      | Xapuri             | Acre               |
| 11000  | Alcimar Nunes Leitão           | ARENA   | 1.408   | 3,01%      | Senador Guiomard   | Acre               |